# ジョン・メイドフ
ジョン・メイドフ（Jon Madof、1974年5月28日生）は、アメリカのギタリスト、作曲家であり、ラシャニム（Rashanim）、Zion80という2つのバンドのリーダーである。ジョン・ゾーン、マティスヤフ、マーク・リボー、フランク・ロンドンなどのアーティストと幅広く共演している。
『PopMatters』誌のショーン・マーフィーは、「これまでのすべてのプロジェクトでは、サーフ・ミュージック、スラッシュメタル、ジャズ、そしてより穏やかなアコースティックを巧妙に組み合わせながら、伝統的なユダヤ・サウンドを探求してきた。常に最前線にいる気概を持って、エキゾチックな楽器を活用している」と述べた。

## ディスコグラフィ

### リーダー・アルバム
ラシャニム
- Rashanim (2003年、ツァディク)
- Masada Rock (2005年、ツァディク) ※ジョン・ゾーン作曲
- Shalosh (2006年、ツァディク)
- The Gathering (2009年、ツァディク)

Zion80
- Zion80 (2012年、ツァディク)
- Adramelech: Book of Angels Volume 22 (2014年、ツァディク) ※ジョン・ゾーン作曲
- Warriors (2017年、Chant Records)

### その他のアルバム
Sean Noonan's Brewed by Noon
- Stories to Tell (2007年、Songlines)

ジョン・ゾーン
- Voices in the Wilderness (2003年、ツァディク) ※ラシャニムで1曲参加
- The Unknown Masada (2003年、ツァディク) ※ラシャニムで1曲参加
- Filmworks XVII: Notes on Marie Menken/Ray Bandar: A Life with Skulls (2006年、ツァディク)

Various Artists
- Great Jewish Music: Jacob Do Bandolim (2004年、ツァディク) ※ラシャニムで1曲参加